# Parafia Podwyższenia Krzyża Świętego i św. Anny w Gołkowicach
Parafia Podwyższenia Krzyża Świętego i św. Anny w Gołkowicach – rzymskokatolicka parafia pod wezwaniem Podwyższenia Krzyża Świętego oraz św. Anny w Gołkowicach, w dekanacie Gorzyce Śląskie archidiecezji katowickiej.

## Rys historyczny
Gołkowice leżą w południowej części ziemi wodzisławskiej, nad 2 rzekami: Pietrówką i Szotkówką – dopływami Olzy. Nie ma dokładnej daty powstania wsi. Wiadomo, że istniała ona już w pierwszej połowie XIII wieku.
W nazwie Gołkowice kryje się imię osobowe Gołek, które może być podstawą słowa „goły”, a co może znaczyć chudopałek, ubogi albo, w dosłownym tego słowa znaczeniu, gołobrody – bez zarostu twarzy.

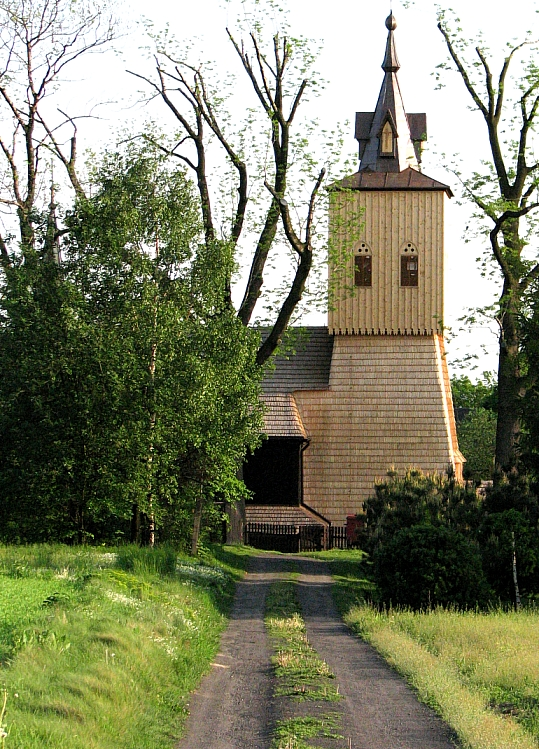
drewniany kościół św. Anny w Gołkowicach

## Kościoły
Książę Władysław zbudował tutaj kaplicę pod wezwaniem św. Michała Archanioła, gdzie odbywały się nabożeństwa dla rezydującego w Gołkowicach księcia i jego dworu. W XVII wieku kaplica ta była już w ruinie, więc w 1687 roku zbudowano nową kaplicę pw. św. Matki Anny. W latach 70. XIX wieku kościółek ten był już bardzo zniszczony. Nie było możliwości jego naprawy, a protestant Petsch, ówczesny właściciel Gołkowic, nie był zainteresowany jego renowacją. Jednak wysiłkiem proboszcza godowskiego Antoniego Abendrotha, do którego parafii przynależał kościół gołkowicki i siodłaka z Gołkowic, Józefa Grzonki, zabrano się do remontu. Jednak obelkowanie kościoła było już tak spróchniałe, że rozpadło się całkowicie i kościół runął. Postanowiono go więc odbudować. Na początku postawiono wieżę, którą pozyskano z rozbieranego wówczas kościoła pw. św. Anny w Pruchnej. Jako że nie było funduszy na tak wielką inwestycję, jaką jest budowa kościoła, przeprowadzono zbiórkę, dzięki której uzyskano 6 tysięcy marek (2 tys. z biskupiej kolekty i 4 tys. z dobrowolnych datków ludzi). W 1878 roku powstał tu drewniany kościół św. Anny, będący do 1957 roku filią kościoła godowskiego. Kościół ten został zbudowany  bez zgody władz kościelnych. Wierni Gołkowic starali się o to, żeby ich kościołowi przyznano samodzielnego duszpasterza. Tak też się stało i 10 kwietnia 1955 zamieszkał w Gołkowicach dotychczasowy wikary z Godowa – ks. Izydor Myśliwiec. 2 lata później, 1 grudnia 1957 biskup  Stanisław Adamski ustanowił z Gołkowic samodzielną stację duszpasterską położoną w dekanacie wodzisławskim. Administratorem został dotychczasowy ekspozyt – ks. Izydor Myśliwiec.
W 1981 roku z części Gołkowic została wydzielona parafia Skrbeńsko. Parafia w Gołkowicach została erygowana 11 kwietnia 1985. W tym samym roku przystąpiono do budowy nowego kościoła, którego projekt przygotował architekt Michał Kuczmiński. Gotowy kościół został konsekrowany 15 listopada 1986. Ponieważ nowy kościół otrzymał tytuł Podwyższenia Krzyża Świętego, dlatego parafia obecnie ma podwójne wezwanie. Wiosną 1987 roku rozpoczęto budowę salek katechetycznych. Ich poświęcenie odbyło się 18 września 1988. W 1996 roku sprowadzono do kościoła organy, które dotychczas były używane w kościele św. Cecylii w Düsseldorfie.
W Gołkowicach, oprócz katolików mieszka wielu ewangelików. Posiadają tu swoją parafię.

## Inne budowle sakralne w Gołkowicach
- Kaplica pw. Trójcy Przenajświętszej na Żabkowie (wcześniej kaplica ta była pw. św. Jana Nepomucena)
- Kaplica III Upadku Pana Jezusa na skrzyżowaniu ulic: Cmentarnej i Jana III Sobieskiego
- Kapliczka św. Jana Nepomucena przy ul. 1 Maja (w pobliżu kościoła pw. św. Anny)

## Proboszczowie
Źródło:
- ks. Izydor Myśliwiec – proboszcz (1956–1962)
- ks. Tadeusz Czernecki – proboszcz (1962–1963)
- ks. Franciszek Wadas – proboszcz (1963–1972)
- ks. Teofil Lenartowicz – proboszcz (1972–1994)
- ks. Stanisław Holona – proboszcz (1994–2003)
- ks. Jan Ficek – proboszcz (2003–2012)
- ks. Stanisław Michałowski – administrator (2012–2015)
- ks. Adam Baron – administrator (2015–2016), proboszcz (od 2016)

## Grupy parafialne
Na terenie parafii działa kilkanaście grup parafialnych:
- Ministranci,
- Eucharystyczny Ruch Młodych,
- Dzieci Maryi,
- Studenci i Młodzież,
- Młodzież przygotowująca się do bierzmowania,
- Nocna Adoracja,
- Czciciele Miłosierdzia Bożego,
- Członkowie Drogi Krzyżowej,
- Pielgrzymi do Piekar, Pszowa i Częstochowy,
- Zespół Charytatywny,
- Grupa Misyjna,
- Róże Różańcowe.